# アドルフ・テイク
アドルフ・テイク・カンガン（Adolphe Teikeu Kamgang、1990年6月23日 - ）は、カメルーン・バンジュン出身のプロサッカー選手。サッカーカメルーン代表。FCソショー所属。ポジションは、ディフェンダー。

## 経歴

### クラブ
アーセナル・ヤウンデというクラブでプレーを始め、2009年冬の移籍ウインドーでFCメタルルフ・ザポリージャに加入。
2014年、FCチョルノモレツ・オデッサに移籍。2015年2月、FCテレク・グロズヌイにレンタル移籍.。

### 代表
各年代でカメルーン代表に選出されており、2009年には2009 FIFA U-20ワールドカップにカメルーン代表の一員として参加した。2016年3月の南アフリカ戦でa代表初キャップ。アフリカネイションズカップ2017では代表の一員として5回目の優勝に貢献した。

## タイトル
カメルーン代表
- アフリカネイションズカップ : 2017